# Lijst van burgemeesters van Zonnemaire
Dit is een lijst van burgemeesters van de voormalige Nederlandse gemeente Zonnemaire tot die gemeente in 1961 opging in de gemeente Brouwershaven.
| Ambtsperiode | Naam burgemeester              | Partij of stroming | Bijzonderheden                                                    |
| ------------ | ------------------------------ | ------------------ | ----------------------------------------------------------------- |
| ?            | ?                              |                    |                                                                   |
| 18?? - 1853  | Cornelis (C.) Moolenburgh Jz.  |                    |                                                                   |
| 1853 - 1873  | mr. Jacob (J.) Moolenburgh     |                    | tevens burgemeester van Bommenede (ging in 1866 op in Zonnemaire) |
| 1873 - 1888  | Kornelis (K.) Hocke Hoogenboom |                    |                                                                   |
| 1888 - 1918  | J.A. Bolle                     |                    |                                                                   |
| 1918 - 1958  | Herman Jacob Roelvink          | PvdV               | na pensionering in 1954 nog waarnemend burgemeester gebleven      |
| 1958 - 1961  | Jan Levinus van Leeuwen        | PvdA               | waarnemend, tevens burgemeester van Brouwershaven                 |